# Ronald Seunig
Ronald „Ronnie“ Seunig (* 5. Mai 1964 in Wien) ist ein österreichischer Unternehmer und Gründer der Einkaufsstadt Family City (früher Excalibur City). 2015 bis 2019 war er Herausgeber des als rechtsextrem eingestuften Monatsmagazins Allesroger? – Das Querformat für Querdenker.

## Leben
Seunig wurde am 5. Mai 1964 in Wien geboren und wuchs gemeinsam mit drei Geschwistern dort und später im Waldviertel in Niederösterreich auf. Er begann Ausbildungen als Industriekaufmann und Autolackierer, die er jedoch nicht beendete. Mit 19 Jahren gründete er zwei Betriebe, mit denen er binnen kurzer Zeit scheiterte. Nach dem Fall des Eisernen Vorhangs 1989 verlegte er sein Geschäftsfeld von der Gastronomie auf Automatencasinos in Tschechien. Nachdem das Land kurz darauf Gesetze zum Schutz gegen die um sich greifende Spielsucht beschloss, zogen sich Seunig und sein damaliger Geschäftspartner nach Hatě im Grenzgebiet zu Österreich zurück. Dieses wurde 1991 zum Duty-free. 1993 erwarb Seunig schließlich das Gelände der heutigen Family City und errichtete dort die Einkaufsstadt. Der EU-Beitritt Tschechiens 2004 änderte jedoch die Rahmenbedingungen, da keine Duty-free-Einkäufe mehr möglich waren. Stattdessen wurde das Konzept „Travel-free“ vorgestellt, das die nun höheren Freigrenzen für verschiedene Produktgruppen bewirbt. 2003 gab Seunig bekannt, er wolle das Angebot um eine 175.000 Quadratmeter große Themenwelt ergänzen, die unter dem Arbeitstitel „Land der Lügen“ vorgestellt wurde. Das Projekt wurde nicht umgesetzt. Auch ein in Wien geplantes Erlebnispark-Projekt, das den Namen Paradiso tragen sollte, wurde nicht realisiert. Seunig trat hierbei als Hälfteeigentümer der dafür eingerichteten „Paradiso Errichtungs- und BetriebsGmbH“ auf.
Seunig war Mitglied der Freiheitlichen Partei Österreichs, laut eigener Angabe trat er im Jahr 2002 aufgrund des Knittelfelder Parteitages aus.
Seunig hat zwei Kinder. Sein Sohn Roger übernahm Excalibur City vor Jahren. Seunig besitzt eine Ranch in Australien, auf der er inzwischen die meiste Zeit lebt. Er besitzt die Staatsbürgerschaften von Österreich, Tschechien und Australien.

## Kontroversen und politische Positionen

### Sexistische Werbelinie für Energydrink
Zur Produkteinführung seines Energydrinks Excalibur im Jahr 1997 veröffentlichte Seunigs Unternehmen ein Plakatsujet, das aufgrund der sexistischen Frauendarstellung vom österreichischen Werberat verurteilt wurde. Das Plakat zeigte eine nackte Frau, die mit gespreizten Beinen am Boden sitzt und deren Blöße lediglich durch ein Schwert sowie eine Dose besagten Energydrinks verdeckt wird. Betextet war dieses Arrangement mit dem Wort „Produkteinführung?“. Die Text-Bild-Kombination veranlasste den Werberat zu einem Verbot des Sujets. Seunig selbst wies die Vorwürfe des Sexismus zurück.

### Umstrittene Falco Privatstiftung
Nach dem Tod des Sängers Falco kam es zwischen Familienmitgliedern, Management und Seunig zu einem Streit um den musikalischen und wirtschaftlichen Nachlass. Seunig hatte 2004 die Falco Privatstiftung mit Unterschriften von dessen Mutter Maria Hölzel angemeldet und behauptet, diese mit ihr zusammen schon 1999 gegründet zu haben. Sie konnte aber erst 2004 angemeldet werden, da vorher angeblich kein Kapital zur Verfügung gestanden hätte, weil Falco bei Seunig laut dessen Eigenangabe hohe Schulden gehabt haben soll. Der gerichtlich eingesetzte Notar Wilfried Köhler wies jedoch nach, dass das Kapital entgegen seiner Aussagen nicht von Seunig selbst aufgebracht, sondern aus Falcos Nachlass abgezweigt worden war und seit dem Tod des Sängers erhebliche Summen abgehoben worden waren, deren Verbleib ungeklärt blieb.
Die Stiftung sei zunächst als Altersversorgung für Maria Hölzel gedacht und sollte nach ihrem Tod, im Sinne Falcos, der Förderung junger Musiker zugutekommen. Die Gemeinnützigkeit der Stiftung wurde noch zu Lebzeiten Maria Hölzels bezweifelt, da sie zur Zeit der Gründung kaum kommunikationsfähig gewesen war und Gelder in Millionenhöhe von Seunig ohne Quittung einfach abgehoben wurden, deren Verwendung nicht vollständig nachvollzogen werden konnte. Falcos Mutter starb 2014 im Alter von 87 Jahren. Seunig präsentierte sich als ihr Alleinerbe. Danach ging der gesamte Nachlass von Falco in die Privatstiftung über, der Ronnie Seunig bis heute vorsteht.

### Aussagen zu Adolf Hitler, deutscher Kriegsschuldfrage und dem Überfall auf Polen
2003 wurden einer Reportage des Magazins Trend einige Aussagen Seunigs zur Person Adolf Hitler zitiert, die für Empörung sorgten. Im Rahmen eines Interviews hatte Seunig den Trend-Journalisten durch sein Wohnhaus geführt, wo dieser auf ein Deckenfresko aufmerksam wurde, das unter anderem Hitler zeigt. Darauf angesprochen, erklärte Seunig, laut Dokumentationsarchiv des österreichischen Widerstandes:

„Gegenüber dem Trend (11/2003, S. 80 f.) machte er aus seiner „offene[n] Verehrung für Adolf Hitler“ kein Hehl. Ein Bild des „Führers“ zierte damals die Decke des Seunigschen Anwesens. Als Grund dafür gab er an: ‚Weil man von ihm unglaublich viel lernen kann, gerade was die Medien betrifft, seine Reden, ich habe mir das alles angeschaut, das ist unglaublich, was der draufgehabt hat. […] Das stimmt alles nicht, er [Hitler] war es nicht, der den Krieg angefangen hat.‘“

Hitler sei eine der wichtigsten Figuren der Geschichte, „weil er so viel verändert hat“. Seunig verglich Hitlers Bedeutung mit jener von Jesus Christus. Nach einem Verweis auf die Gräueltaten, die unter Hitlers Herrschaft stattgefunden hatten und der Kriegsschuldfrage, leugnete Seunig den Überfall auf Polen mit den Worten „Das stimmt alles nicht, er war es nicht, der den Krieg angefangen hat, man hat Hitler provoziert.“ Und was über Hitler heute verbreitet wird, sei eine „große“ Geschichtslüge und „überzogene Propaganda“.
Die niederösterreichische Politikerin Madeleine Petrovic brachte daraufhin im Namen der niederösterreichischen Grünen eine Sachverhaltsdarstellung bei der Staatsanwaltschaft wegen des Verdachts auf nationalsozialistische Wiederbetätigung ein. Seunig teilte daraufhin via Presseaussendung mit, dass er kein „Verehrer der gesamten Politik Hitlers“ sei und dass er „die Greuel des Zweiten Weltkriegs ebenso wie den sinnlosen Irak-Krieg der Amerikaner“ verabscheue.

### allesroger? – Das Querformat für Querdenker
Von 2015 bis 2019 gab Seunig das Monatsmagazin Allesroger? – Das Querformat für Querdenker heraus, das vom Dokumentationsarchiv des österreichischen Widerstandes als verschwörungstheoretisch, rassistisch, antisemitisch und frauenfeindlich eingestuft wurde und dem Rechtsextremismus nahestehend.

### Unterstützung des rechtsextremen TV-Senders AUF1
2024 gab er dem rechtsextremen TV-Sender AUF1 ein Interview, in welchem er Verschwörungstheorien (z. B. Great Reset oder Falschinformationen zur COVID-19-Pandemie) verbreitete.
Sein Sohn Roger Seunig, Leiter des Einkaufsstadt Family City, schaltet Werbeanzeigen.

### Impfverschwörung und Coronaleugnung
Seunig gab 2021 dem Online-Medium Report24 ein Interview, in welchem er Verschwörungserzählungen rund um Impfungen verbreitete. Das Netzwerk Correctiv schätzt dieses Medium, nach eigenen Recherchen, als rechtsextrem ein. Kontrast.at sieht es als Nachfolger der rechtsextremen Wochenzeitung Wochenblick an.

### Von Ronald Seunig
- Im Land der Lügen - Auf der Suche nach dem Schlüssel zur Wahrheit, Ronald Seunig, Verlag Terzetto Entertainment Ltd. (1. Januar 2007), ISBN 978-3200010321

### Über Ronald Seunig
- Der Grenzfall - Ronnie Seunig und Excalibur, Rupert Leutgeb, Edition Crystal World u. Edition Nordwald (1. Juli 2004), ISBN 978-3901287114